# Сребро
Сребро (Ag, лат. argentum — сребро) хемијски је елемент са симболом Ag и атомским бројем 47. Убраја се у прелазне метале, у периодном систему елемената налази се у 5. периоди и првој споредној групи (група 11) односно групи бакра. Сребро је један од племенитих метала, у природи се јавља у елементарном стању као и у својим једињењима. Сребро је најбољи проводник топлоте и електрицитета од свих елемената.
Сребро је мекано, растегљиво и лако ковно што омогућава његово лако обликовање и извлачење у танке жице и фолије светлуцаве беле боје зато се још у далекој прошлости користило за прављење накита.
Сребро има неколико својих минерала, као што су аргентит , бромаргентит (AgBr) или караргентит (AgCl); углавном се добија као споредни производ прераде руда других метала.
Услед специфичних физичких и хемијских особина његове легуре и његова једињења налазе бројне примене у индустрији и електротехници.
Услед дужег стајања на ваздуху сребро се превлачи танким црним слојем.

## Историја
Људи су почели да обрађују сребро од 5. миленијума п.н.е. Постоје бројни докази да су га употребљавали Асирци, Готи, антички Грци и Римљани, стари Египћани и Германи. У неким периодима било је више вредно од злата. Сребро се начешће добијало из рудника, попут Лауриона, око 50 км јужно од Атине. Код старих Египћана, сребро је било познато као месечев метал.
У средњем веку и раном новом веку у Централној Европи откривена су значајна налазишта руде сребра у Немачкој (на планини Харз, у округу Валдек-Франкенберг код Годелшеима и Дорфитера, на Донерсбергу, у Тирингенској шуми, Саксонији, јужном Шварцвалду), Чешкој (Кутна Хора) и Словачкој. Осим тих места, велике залихе руде сребра пронађене су код Конгсберга у Норвешкој. Највећи произвођач сребра у средњем веку био је градић Швац у данашњој Аустрији. Из околине тог града добијало се готово 80% тадашње европске производње овог метала. Након што су Шпанци открили Нови свет, преузели су примат на тржишту сребра, довозећи енормне количине сребра из Латинске Америке. У 16. веку и Јапан је био је један од већих извозника сребра. Због повећане понуде сребра у Европи, нагло је пала његова тржишна цена. Од 1870. године као стандард вредности валута све више се постављало злато (златни стандард), јер је сребро све више губило своју економску вредност. Однос од око 1:14 након неког времена пао је на 1:100, да би касније нешто порастао. У фебруару 2012. однос цена злата и сребра износио је око 1:51. Данас је понуда сребра доста зависна од потрошње и количине производње многих других метала.
Средином 19. века развијена је метода производње нерђајућег челика, којим је због своје ниске цене и лакоће употребе након Првог светског рата потиснуто сребро из многих индустријских грана, као што су кухињско посуђе, прибор за јело, кућни апарати и слично. Насупрот томе, употреба сребра је порасла током целог 20. века у области фотографије и фотохемије, које су користиле соли сребра, али је током 1990-их и та грана значајно опала због преласка на дигиталну фотографију.
Сребро се и даље значајно користи у области електрике и електротехнике, као и контроле микроорганизама. Сматра се да ће и у блиској будућности употреба сребра у RFID чиповима значајно расти, јер се антене за емитовање ових чипова израђују од сребра. Такође од сребра се данас израђују горње површине соларних ћелија. Тиме се још увек повећава потражња за сребром у свету.

## Распрострањеност
Најзначајнија налазишта сребра налазе се у Северној Америци (Мексико, Сједињене Америчке Државе и Канада) и Јужној Америци (Перу и Боливија). Са око 30% укупне свјетске производње 2009. године Перу је био највећи појединачни произвођач сребра. По званичним подацима, Перу је током 2009. године произвео 5,7 милиона унци сребра, што је пораст од 1,4% у односу на претходну годину. У 2011. години Мексико је био највећи произвођач на свету са око 4.500 т сребра, док је Кина у 2009. години повећала производњу за 3,57% у односу на 2008. годину.
Највећи део сребра се добија из руда сребра, које се често јављају заједно са рудама олова, бакра и цинка, као сулфиди и оксиди. Значајна налазишта самородног сребра налазе се на горју Ерзгебирг у Немачкој, Тиролу у Аустрији, Конгсбергу у Норвешкој (где су пронађени и већи кристали сребра), Санкт Андреасберг у горју Харз у Немачкој, полуострву Кевинав у САД (где се налази самородно заједно са бакром), у Батопилас у Мексику и другим местима.
Од почетка 20. века до краја Другог светског рата светска годишња производња сребра је била варијабилна, али је остала прилично константна. Након Другог светског рата до данас светска производња се више него удвостручила.
У природи се налази самородно, најчешће заједно са златом и бакром:
- полибасит је моноклинске структуре,

и у ретким рудама:
- аргентиту је моноклинске структуре,
- пираргириту,
- пруститу,
- миаргириту,
- стефаниту или су ортогоналне структуре,
- кераргириту (AgCl) je kubične strukture,
- силваниту.

Сребро, као и злато, је редак и вредан минерал који се у природи јавља најчешће као компактна маса у облику грумења, у зрну и чекињасто разгранатим израслинама у хидротермалним жилама као кристал.

## Производња

### Добијање из руде сребра
Око 20% светске производње сребра се добија из његове руде. Из ње се сребро издваја у цијанидном процесу помоћу 0,1%-тног раствора натријум цијанида. Пре тога се руда сребра уситни, самеље до ситног праха. Затим се додаје раствор натријум цијанида. У том процесу важна је вентилација места на којем се одвија, јер су за овај процес неопходне велике количине кисеоника.
При додавају натријум цијанида у раствор се издваја елементарно сребро као и сребрна руда у виду дицијаноаргентата(I) :
{\displaystyle \mathrm {2\ Ag+H_{2}O+\ ^{1}/_{2}\ O_{2}+4\ NaCN\rightarrow \ 2\ Na[Ag(CN)_{2}]\ +\ 2\ NaOH} }
{\displaystyle \mathrm {Ag_{2}S\ +4\ NaCN\rightarrow \ 2\ Na[Ag(CN)_{2}]\ +\ Na_{2}S} }
{\displaystyle \mathrm {AgCl\ +2\ NaCN\rightarrow \ Na[Ag(CN)_{2}]\ +\ NaCl} }
Да би реакција натријум цијанида са сребро сулфидом била у равнотежи, мора се уклонити натријум сулфид било оксидацијом са кисеоником или путем таложења (на пример као олово сулфид). На крају се исталожи чисто сребро са цинком, слично као и код производње злата:
{\displaystyle \mathrm {2\ Na[Ag(CN)_{2}]\ +Zn\rightarrow \ Na_{2}[Zn(CN)_{4}]+\ 2\ Ag} }.
Добијено сирово сребро (радно сребро) се даље прерађује и чисти (рафинирањем).

### Добијање из руде олова
Код добијања сребра из руде олова као што је галенит, након пржења и редуковања руде настаје такозвано сирово олово или радно олово. Оно садржи примесе углавном сребра (између 0,01 и 1%). У наредном кораку племенити метал се уклања те се добија као врло вредни споредни производ.
Пре почетка производње потребно је сребро одвојити од већег дела олова. То се остварује процесом који се назива Паркесов процес (по Александру Паркесу, који га је развио 1842. године). Процес се заснива на различитим особинама растворљивости сребра и олова у цинку. На температури од око 400  °C олово (течно) и цинк (чврст) се практично не мешају. Затим се при температурама преко 400  °C истопљеном олову додаје цинк. После тога се мешавина хлади. Пошто је сребро лако растворљиво у истопљеном цинку, оно прелази преко цинкове фазе. На крају се истопљени цинк отврдне у такозвану цинкову пену (мешавина кристала цинка и сребра). Тиме се сребро највећим делом одвојити од олова. Ова цинкова пена се такође назива и осиромашено олово. Затим се оно загрева до тачке топљења олова (327  °C), тако да се и преостали део олова истопи и уклони. После тога се преостала смеша сребра и цинка загрејава до тачке топљења цинка (908  °C) када се цинк издестилише. Тако добијени производ се назива обогаћено олово, а садржи 8-12% сребра.
Да би се сребро даље обогатило, потребно је извршити чишћење мешавине. Због тога се обогаћено олово ставља у пећ и топи. При томе се кроз истопљену смешу проводи млаз ваздуха. То доводи до оксидирања олова до олово(II) оксида, а сребро као племенити метал се не мења. Олово оксид се одмах уклања те се тако удео олова у смеши постепено смањује. Када се удео олова смањи у тој мери да се на површини истопљеног метала више не формира сиви слој олово оксида, те се почиње видети сјајни слој сребра, традиционално се говори о сребрном погледу. Таква легура сребра се састоји од око 95% чистог сребра.

### Добијање из руде бакра
Сребро се може налазити и у руди бакра. При производњи бакра, поред других племенитих метала, појављује се и сребро у такозваном анодном муљу. Он се најпре највећим делом ослобађа од преосталог бакра деловањем сумпорне киселине и ваздуха. На крају се топи и оксидује у пећи, при чему преостали неплеменити метали прелазе у шљаку и затим се могу издвојити.

### Амалгамација
Сребро се из својих руда већ у старом веку добивало амалгамирањем (амалгамацијом). У води размуљена самлевена руда при том се пушта преко бакарних плоча превучених живом; жива веже сребро у облику амалгама, из кога се оно може добити дестилирањем живе.

### Цијанизација
Данас се већином из својих руда добива мокрим начином, излуживањем, тзв. цијанидним поступком; већином помоћу раствора натријум цијанида.
У овом поступку, руда се уситни до финоће муља, затим се десетак дана кроз суспензију руде у разређеном воденом раствору натријум цијанида (0,1-0,2%), продувава ваздух. При томе се елементарно сребро или сребро сулфид (или хлорид) растварају и прелазе у раствор као цијанидни комплекс. Из релативно стабилног цијанидног комплекса редукција се спроводи цинком или алуминијем у лужнатом раствору:
Из раствора се сребро може таложити електричном струјом (електролизом) или додатком цинка.

### Електролиза
Врло чисто сребро (99,6% до 99,9%) производи се електролизом сребро нитрата, при чему неплемените примесе (олово, бакар) заостају у раствору, а злато и платински метали у анодном муљу.

### Рециклирање
Велике количине сребра потичу данас од прераде отпаднога сребра, посебно од фиксирних раствора у фотографији.
Секундарне сировине које се користе за добивање сребра су: отпаци фотографског материјала, демонетизирани сребрни новац, стари накит, украсни предмети и посуђе, отпаци легура за лемљење и делови конструкција са сребрним лемом, отпадни електронски уређаји, галванске превлаке сребра, раствори галванизације сребром итд. Избор поступка регенерације сребра зависи од удела (количине) и врсте других материјала у сировини и количине сребра.

### Рафинирање
Сирово сребро се прочишћава електролитичким путем. При томе се сирово сребро прикључује у електролитичку ћелију као анода. Као катода служи лим од чистог сребра, а као електролит раствор сребро нитрата у азотној киселини.
Процес је доста сличан електролитичком прочишћавању бакра. Током електролизе, сребро и сви неплеменити састојци сировог сребра (попут бакра или олова) оксидирају и прелазе у раствор. Племенити састојци попут злата и платине не могу оксидовати те падају испод електроде. Тамо се постепено ствара анодни муљ, који је важан извор племенитих и ретких метала. На катоди се издваја готово искључиво чисто сребро. Ово изузетно чисто сребро назива се електролитичко или фино сребро.

## Особине

### Физичке особине
Сребро је светли сјајни племенити метал. Као метал се кристализује у кубно центрираном кристалном систему. При нормалном атмосферском притиску, његова тачка топљења износи 961  °C, а тачка кључања 2212  °C. Међутим, сребро већ изнад 700  °C, иако је и даље у чврстом стању, показује значајан притисак паре. Оно испарава дајући једноатомну плавкасту пару. Племенити метал има густину од 10,49 g/cm³ (на 20  °C) и припада тешким металима, као и сви други племенити метали.
Сребро има метални сјај. Свеж, неоксидовани, попречно пресечени комад сребра има највећу рефлексију светлости од свих метала, тако припремљено сребро може рефлектовати преко 99,5% видљиве светлости. Као најсветлији од свих метала у употреби најчешће се користи за израду огледала. Сребрни премаз има нешто сивљу нијансу беле боје. Што су мања зрнца кристала, то је боја тамнија. Када се кристали сребра иситне до микроскопски малих честица, добијају готово црну боју. Спектар рефлексије показује значајан помак близу дужине ултраљубичастог зрачења.
Сребро најбоље проводи топлоту и електрицитет од свих метала. Због своје мекоће и лаког извлачења (по Мохсовој скали тврдоће 2,5 до 4), сребро се може извући или исковати до најфинијих, плаво-зелених фолија дебљине до 0,002 - 0,003 mm. Од 0,1g од 1g сребра могуће је извући готово 2 km дугу танку сребрну жицу (филигранско сребро).
У истопљеном стању, чисто сребро може из ваздуха апсорбирати готово 20 пута већу количину кисеоника, који се при отврдњавању истопљеног сребра ослобађа, при чему се кида већ формирана кора. Већ мало легирано сребро не показује ову особину.

### Хемијске особине
Сребро спада у племените метале, а има електродни потенцијал од +0,7991 V. Из тог разлога је релативно инертно. Такође, при вишим температурама оно не реагује са кисеоником из ваздуха. Пошто је у ваздуху садржана незнатна количина водониксулфида , током времена површина сребра потамни, јер елементарно сребро са водик сулфидом у присуству ваздуха даје сребро сулфид:
{\displaystyle \mathrm {4\ Ag\ +\ 2\ H_{2}S\ +\ O_{2}\rightarrow \ 2\ Ag_{2}S\ +\ 2\ H_{2}O} }.
Сребро се раствара само у оксидирајућим киселинама, као што је азотна киселина. У неоксидирајућим киселинама, сребро се не раствара. Такође се раствара у цијанидним растворима у присуству кисеоника, дајући веома стабилне сребрне цијанидне комплексе, због чега је електрохемијски потенцијал јако помакнут. У концентрисаној сумпорној и азотној киселини, сребро се раствара само при повишеној температури, чиме се ствара сребро нитрат и сребро сулфат који пасивизирају остали део сребра. Сребро је стабилно и у истопљеним алкалним хидроксидима као што је натријум хидроксид. У лабораторији се због тога сребро користи за држање ових раствора, уместо тиглова од порцелана или платине.

### Биолошко-медицинске особине
Сребро у прашкастом, врло уситњеном облику делује бактерицидно, али и благо отровно, а разлоге треба тражити у великој реактивној површини иситњеног сребра и настајању огромне количине растворљивих јона сребра. У живим организмима, јони сребра по правилу се врло брзо вежу за сумпор те се исталоже из крвотока као тамни, тешко растворљиви сребро сулфид. Деловање зависи од површине. Ова особина је корисна у медицини за прекривање рана као на примјер за инвазивне апарате попут ендотрахеалних цевчица. По правилу сребро се користи у медицини у антибактериолошке сврхе у медицинским производима као покривајући слој или у колоидном облику, а однедавно и као нано-сребро. Јони сребра су употребу пронашли као средство за дезинфекцију и као средство у лечењу отворених рана. Они могу реверзибилно инхибирати узроке осетљивости на сребро након релативно дугог времена, а и поред тога могу деловати бактериостатички или чак бактерицидно. У том случају говори се о олигодинамичком ефекту. У многим случајевима, додају се и једињења хлора, да би се повећало слабо деловање сребра.
При томе одвијају различити механизми деловања:
- Блокирање ензима и онемогућавање њиховог спајања чиме се угрожавају животно важне транспортне функције у ћелији,
- Утицај на чврстоћу ћелијске структуре,
- Оштећења структуре мембране.

Описани ефекти могу изазвати и смрт ћелије.
Осим аргирије, неповратног тамњења и сивила коже и слузокоже, код акумулирања великих количина сребра у телу, може доћи и до потешкоћа у чулу укуса, преосетљивости чула мириса као и церебралних грчева и напада. Спорно је и терапеутско узимање колоидног сребра, које је посљедњих година поновно дошао у фокус јавности, а путем интернета и других комуникацијских канала се јако промовира. Рекламира се првенствено као универзални антибиотик и требало би да има особине лечења других тегоба. Научне студије о таквом деловању нису спроведене. Већ у поређењу са уобичајеним антибиотицима, његова перорална примена и деловање се доводи у сумњу. Према подацима Америчке агенције за заштиту околине ЕПА, орално узета количина сребра до 5 микрограма дневно по килограму телесне масе не би требало да представља никакву опасност по здравље човека

### Митолошке особине
У многим народним предањима, причама и бајкама, сребро се сматра јединим метал којим је у могуће убити вукодлаке и друга митолошка бића. Чак и у модерним научно-фантастичним романима и филмовима често користи тај мотив.

## Употреба
У историји најчешћа и најважнија употреба сребра била је израда вредносних предмета, понајвише сребрних кованица као платежног средства. У антици и средњем веку за израду кованица користили су се само сребро, злато и бакар односно бронза. Најчешће је вредност кованице одговарала вредности тог метала. У 17. веку у Сарајеву коване су османлијске акче султана Мурата IV из 1623. године, а сам назив акча је изведен из турске ријечи ak - бео, тако да би акча значила ситни бијели новац. Непосредно пре почетка Другог светског рата у Краљевини Југославији пуштене су у оптицај сребрне кованице номиналне вредности 20 и 50 динара са ликом младог југословенског краља Петра II. У Немачкој су све до 1871. године у оптицају биле сребрне кованице (талери), валута која је била покривена сребрним стандардом. Након 1871. године замењен је златним стандардом. Разлог за примену ових племенитих метала као средства чувања вредности су њихова реткост и трајност. Тек су у модерно време почеле да се кују кованице од других метала као што су жељезо, никл и цинк чија је вредност метала била нижа и није одговарала номиналној вредности кованице. Данас се сребро користи за израду посебних нумизматичких кованица поводом неких годишњица, прослава и слично.
Сребро је, поред злата и драгог камења (дијаманата и другог), најважнији материјал за израду накита. Вековима се сребро користило за скупоцени и трајни прибор за јело (сребрнину) и сакралне предмете. На накиту, шипкама и верским предметима, ако је наведено, може бити отиснут печат о чистоћи и садржају сребра.
Сребрне медаље у многим спортским такмичењима, попут Олимпијских игара, су награда за постигнуто друго место у такмичењу. То је зато што се сребро традиционално сматра другим по вредности племенитим металом после злата. Међутим, данас се златна медаља производи од 92,5% сребра позлаћена са 6 грама чистог злата. И у другим областима, појам сребрни означава другу по важности награду, одликовање или ознаку успешности. Сребро је цењено и у индустрији музичких инструмената, јер због своје густине даје леп, топли тон, а поред тога се може лако и обрађивати.
Сребро има највећу електричну проводљивост од свих метала те велику проводљивост топлоте и изражене особине рефлексије светлости. Због тога је нашло примену у електрици, електроници и оптици. Могућности рефлексије стаклених огледала се заснивају на хемијском посребравању стаклених плоча. Овај принцип се користи и за израду оптичких светлосних или топлотних рефлектора. Суспензија сребрног праха у лепку користи се за електричне и термичке лепкове.
Сребро се користи и као додатак прехрамбеним намирницама и означава Е-бројем 174. Углавном се користи као прелив на слаткишима попут пралина и ликера. Соли сребра боје стакло и емаил у жуто.

## Једињења сребра
Сребро у најважнијим једињењима има оксидациони број +1, те је најчешће једновалентно. Једињења у којима сребро има више оксидационе бројеве +2, +3 и +4 малобројна су, прилично тешко се добивају и јаки су оксиданси, али су стабилна у флуоридима, комплексним флуоридима, оксидима и азотним комплексима.
- Сребро сулфид AgS је црна, у води потпуно нерастворна материја. Стварање те соли на површини сребра разлог је што оно на ваздуху постаје црно.
- Сребро(I) нитрат (сребрни нитрат) је најраспрострањеније и најважније једињење (со) сребра од којег се производе његова друга једињења. Добија се растварањем сребра у разређеној азотној киселини, те кристализацијом из раствора сребра. Формира прозирне (безбојне) плочасте кристале или белу масу. Растворан је у води, много лакше у топлој него у хладној. Служи за добијање других сребрних соли, као тинта за обиљежавање рубља, у медицини (lapis infernalis), за галванско посребривање, у производњи огледала, у фотографској индустрији, као реагенс у хемијској анализи (аргентометрија).

Позната су два оксида сребра AgO и ;
- Сребро(I) оксид тешко се раствара у води, а водени раствор реагује лужнато. Употребљава се за производњу катодних деполаризатора примарних извора струје, тј. позитивна електрода сребрнооксидног галванског чланка, те као катализатор.

Сребро(I) халогениди су од велике важности.
- Сребро флуорид жуте је боје и у води је добро растворан, а раствара се и у разним органским растварачима. Користи се као средство за флуоризацију воде, те флуорирање органских једињења.
- Сребро јодид (AgI) жуте је боје, а у новије време се користи као средство за стварање вештачке кише.
- Сребро хлорид (AgCl) је бела материја нерастворна у води, а раствара се у органским отапалима нпр. у амонијаку те у растворима тиосулфата и цијанида. У пракси је најважнији, а добива се као преципитат у облику белих кристалића из воденог раствора. Тачка топљења му је при 449 °C. Изложен кроз кратко време светлу наизглед се не мења, али се може редуковати на метално сребро погодним средствима која не редукују неосветљену со (развијачима) - на чему се и заснива његова примена у фотографији. Овај процес у фотографској емулзији узрокује потамњење светлости експонираног слоја. Но исти је слој транспарентан за ИЦ-зрачење па се користи као фотоподлога у ИЦ-спектроскопији.
- Сребро бромид (AgBr) је бела до светложута материја нерастворна у води. Бромид на светлу постаје сивољубичаст.

## Фотографија
Филм и фотографске плоче су превучене танким слојем желатина у коме су фине честице сребробромида. Када се филм или фотографска плоча кратко време изложи светлости неке честице се делимично разложе у елементарно сребро, па се онда не ствара правилна слика.

## Занимљивости
Забележена употреба сребра је за спречавање инфекције у време античке Грчке и Рима. Сребро се поново користи у средњем веку, када је коришћено за више намена, као што је за дезинфекцију воде и хране током складиштења, као и за лечење опекотина и рана. У 19. веку, морнари на дугим путовањима по океану стављали су сребрни новац у бурад воде и вина, да би течност дезинфиковали за пиће. Пионири у Америци користи су исту идеју. Сребрна решења су одобрена 1920. године од стране ФДА за употребу као антибактеријски агенти.
Чисто сребро не потамни на ваздуху. Кад потамни то је знак да у ваздуху има сумпора, који се налази у градском диму или у близини петролејских извора.